# Omalodes planifrons
Omalodes planifrons är en skalbaggsart som beskrevs av Sylvain Auguste de Marseul 1853. Omalodes planifrons ingår i släktet Omalodes och familjen stumpbaggar. Inga underarter finns listade i Catalogue of Life.